# Otto Salman

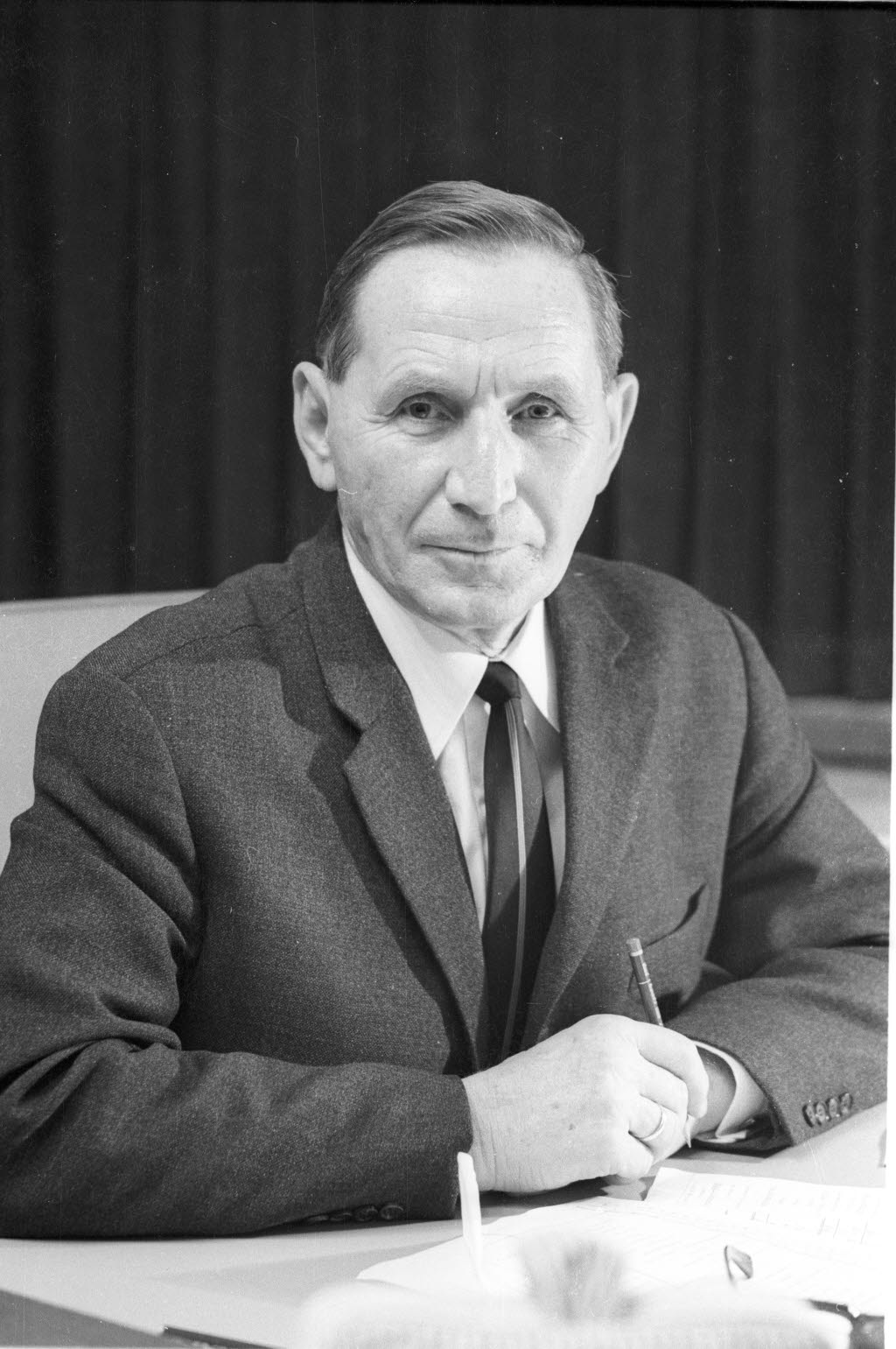
Otto Salman, 1967

Otto Eduard Salman (* 5. Juli 1908 in Berlin-Schöneberg; † 21. April 1970) war ein deutscher Korvettenkapitän der Kriegsmarine und u. a. Verlagsleiter einer Tageszeitung.

## Leben
Otto Salman trat 1932 als ehemaliger Handelsschiffsoffizier in die Reichsmarine ein. Von Mai 1935 bis Juli 1935 besuchte er für einen U-Lehrgang die U-Abwehrschule in Kiel-Wik. Anschließend war er für einen Monat zur praktischen Bordausbildung auf der Köln und schloss bis Januar 1936 die U-Bootsausbildung an. Als Erster Wachoffizier diente er bis September 1937 erst auf U 19 und dann auf U 32.
Salman war als Oberleutnant zur See/Kapitänleutnant mit Unterbrechungen Kommandant von U 7 (10. Februar 1938 – 5. Februar 1939, 31. Mai 1939 – 2. Juli 1939, 2. August 1939 – 1. Oktober 1939 und 25. Oktober 1939 – 13. November 1939). Beim ersten Mal war die Einsatzzeit durch einen Lehrgang zum Artillerieoffizier unterbrochen, aber im Juli/August 1939 und im Oktober 1939 war er Lehrer an der Schiffsartillerieschule. Mit U 7 führte er die ersten zweit Feindfahrten des Bootes durch und konnte dabei die Akenside mit 2.694 BRT versenkt und die Takstaas mit 1.830 BRT stark beschädigen. Mitte November 1939 übernahm er U 52 und blieb Schiffskommandant bis Anfang Juni 1941. Sieben der acht Feindfahrten, bis auf die erste, erfolglose Unternehmung, von U 52 erfolgten unter seinem Kommando. Insgesamt konnten durch U 52 14 Schiff mit über 60.000 BRT versenkt werden.

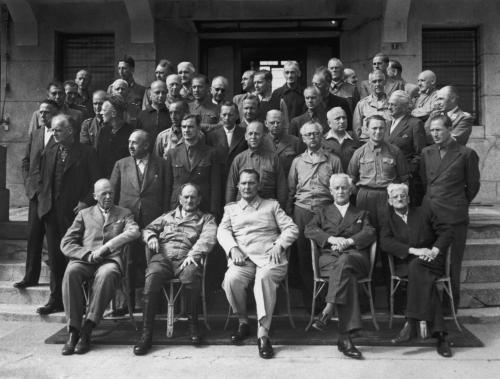
Otto Salman (zweite Reihe, ganz rechts) vor dem „Camp Ashcan“, August 1945

Anschließend wurde er bis September 1941 Fünfter Admiralstabsoffizier in der Organisationsabteilung beim Führer der U-Boote, Kommodore Karl Dönitz. In gleicher Position kam er zum 2. Admiral der Unterseeboote und blieb Admiralstabsoffizier bis Januar 1943. Nach der Umgliederung des 2. Admirals der Unterseeboote zum Kommandierenden Admiral der Unterseeboote wurde Salman hier Referent und Chef der Ausbildungsabteilung. Am 1. April 1944 wurde er Korvettenkapitän. Für seinen Einsatz als Chef der Ausbildungsabteilung wurde er am 2. Mai 1945 mit dem Ritterkreuz des Kriegsverdienstkreuzes mit Schwertern ausgezeichnet. Für kurze Zeit war er im gleichen Monat Erster Adjutant und Personalreferent des Oberbefehlshabers der Marine, Karl Dönitz, im OKM. Zu Kriegsende kam er in Kriegsgefangenschaft, aus welcher er im August 1946 entlassen wurde. Er war einer von 86 Gefangenen des sogenannten Camp Ashcan (Kriegsgefangenenlager Nr. 32) in Bad Mondorf, Luxemburg. Hier wurde er durch den IMT zu seinem Werdegang als Kommandant von U 52 befragt.
Nach dem Krieg wurde er Sekretär der CDU-Landtagsfraktion und war Verlagsleiter der Kieler Nachrichten.